# Ташто Кшуманця
Ташто Кшуманця — деревня в Большеигнатовском районе Республике Мордовия России. Входит в состав Большеигнатовского сельского поселения.

## История
В 1993 году указом ПВС Мордовской ССР деревня Старое Качаево переименована в Ташто Кшуманця.

## География
Расположен в северо-восточной части республики, фактически слился с райцентром — селом Большое Игнатово.

## Население
| 2002 | 2010 |
| ---- | ---- |
| 345  | ↘285 |

## Инфраструктура
Большеигнатовская автостанция.

## Транспорт
Населённый пункт доступен автомобильным транспортом, в том числе по автодороге регионального значения «г. Ардатов — с. Большое Игнатово» (идентификационный номер 89 ОП МЗ 89 Н-01).

## Известные уроженцы и жители
- Андрей Николаевич Юркин (род. 1970) — российский серийный убийца и насильник.
- Кшуманцянь Пиргуж (1940-2024) — Инязор эрзянского народа (1999-2019); Почётный гражданин Республики Мордовия.